# Li Lingjuan
Li Lingjuan, född 10 april 1966, är en kinesisk idrottare som tog silver i bågskytte vid olympiska sommarspelen 1984. Hon är den första kinesiska kvinnan att vinna en olympisk medalj i bågskytte.